# Mât totémique
Pour les articles homonymes, voir totem.

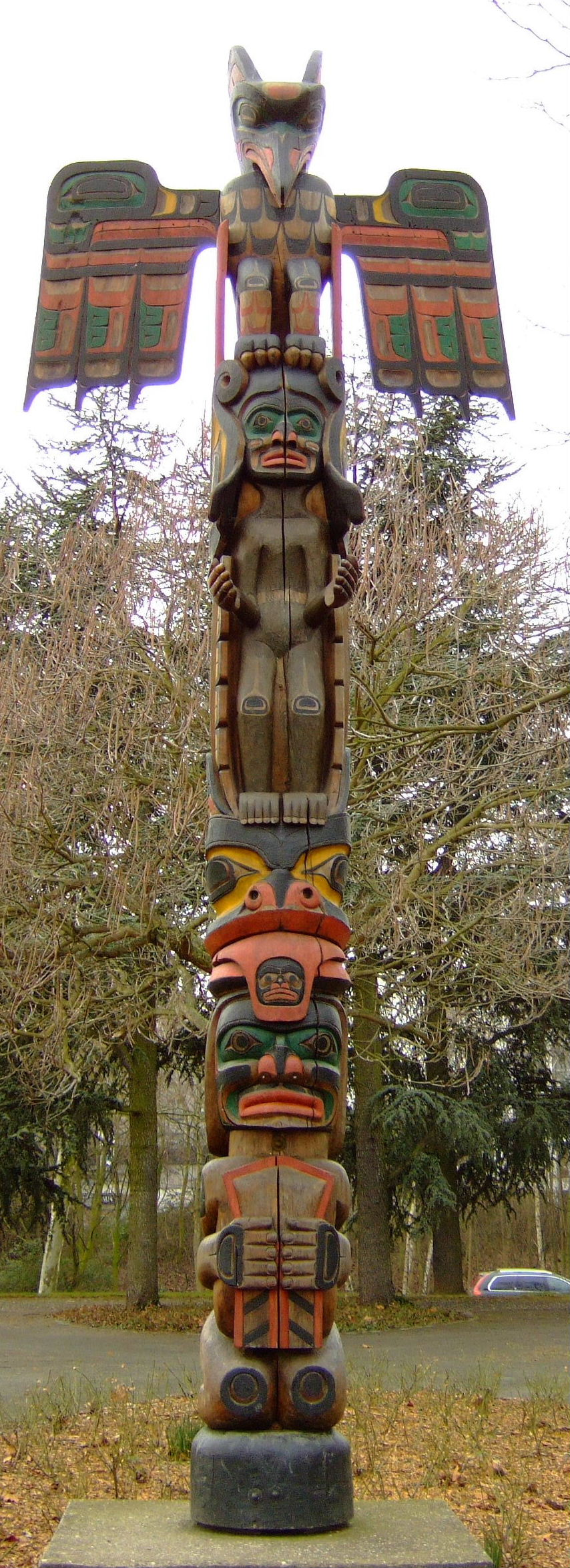
Poteau totem de chief Tony Hunt des Kwakiutl. De haut en bas : le corbeau, Sisutl, le serpent à deux têtes et personnage levant les mains en bienvenu, chef avec objet en forme de bouclier

Un mât totémique est une sculpture monumentale qui se présente sous la forme de poteaux en bois – généralement du thuya géant – sculpté et décoré de symboles et de figures par les peuples Autochtones de la côte Nord-Ouest du Pacifique (en). Un mât totémique est à la fois un emblème pour l'individu initié, les familles ou pour commémorer des événements historiques, et un objet religieux individuel et collectif : par exemple, selon les Delawere, l'Être suprême nommé Giselemunkaong dirige les événements humains et cosmiques du haut de son poteau totémique. 
Le totem de la tribu ou le totem individuel est un animal, un végétal ou un phénomène naturel (éclair, nuage, etc.), ou un assemblage de ces divers éléments ; il était trouvé par un rite d'initiation où l'aspirant se séparait de sa tribu et avait pour épreuve répétée le jeûne, afin que lui apparaisse son propre totem le liant à sa puissance.
Il peut mesurer plusieurs dizaines de mètres. De par sa composition et la rigueur du climat dans cette région du monde, il a une durée de vie limitée, de l'ordre d'une soixantaine d'années.

## Étymologie
Le terme est attesté en français une première fois sous la forme Aoutem en 1609 au sens de « représentation concrète d'un être, espèce animale ou végétale, parfois chose, qui incarne l'esprit des ancêtres et sert d'emblème à une famille, une tribu, ou une nation », puis sous la forme actuelle totem au XIXe siècle par l'intermédiaire de l'anglo-américain.
Le mot totem est la contraction altérée d’odoodeman [oˈtuːtɛm] « otoutem », autrement ot-oteman, terme issu de la langue ojibwé qui signifie « sa famille, son clan », ou « blason de la famille ». Le terme se décompose en od- (ot-) possessif « son, sa » et odeman (oteman) « famille, tribu, clan ».

## Types

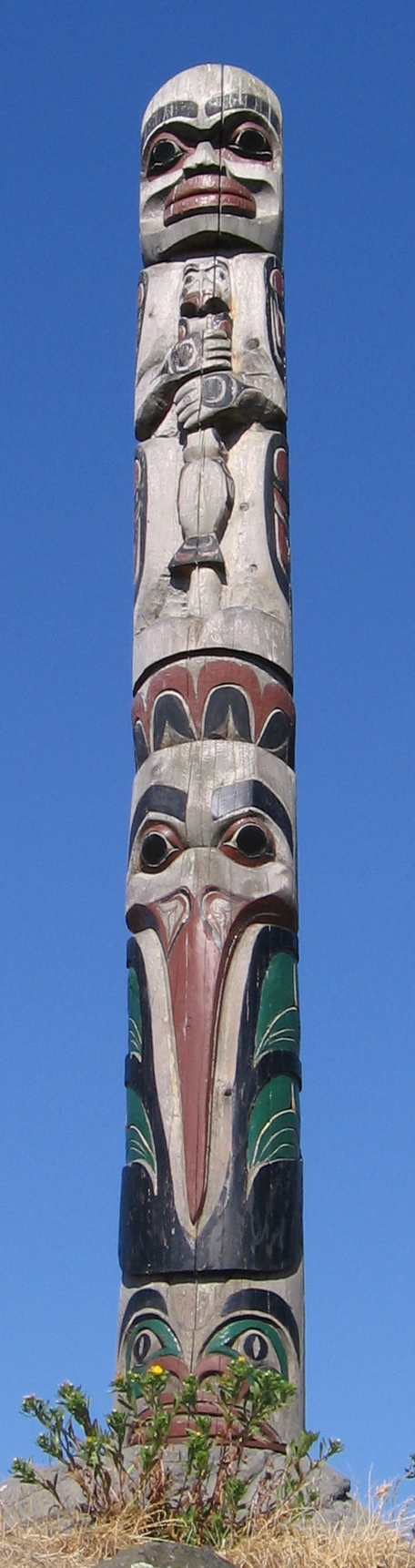
À Totem Park, Victoria, Colombie-Britannique.
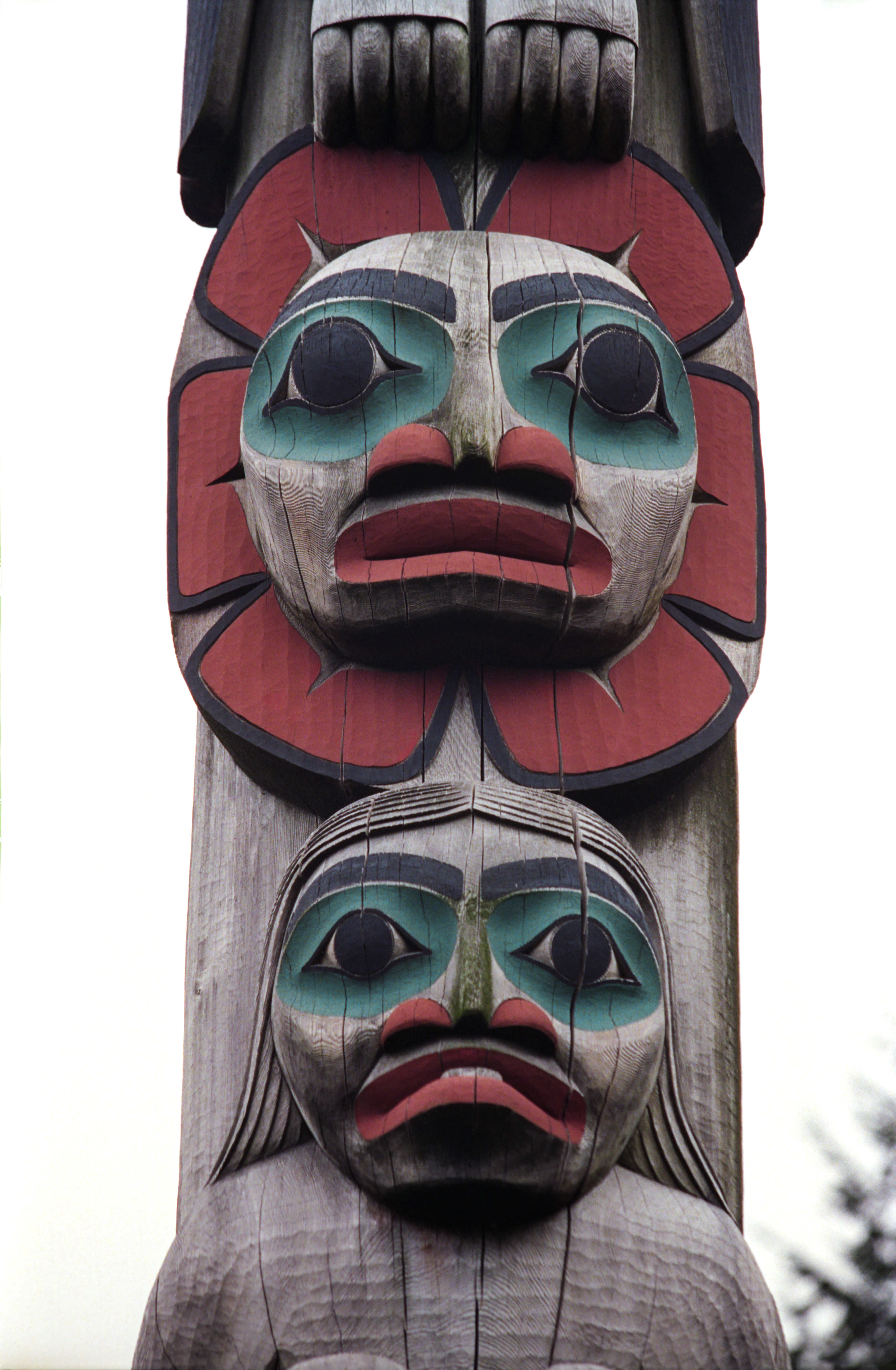
À Saxman Totem Park, Ketchikan, Alaska.
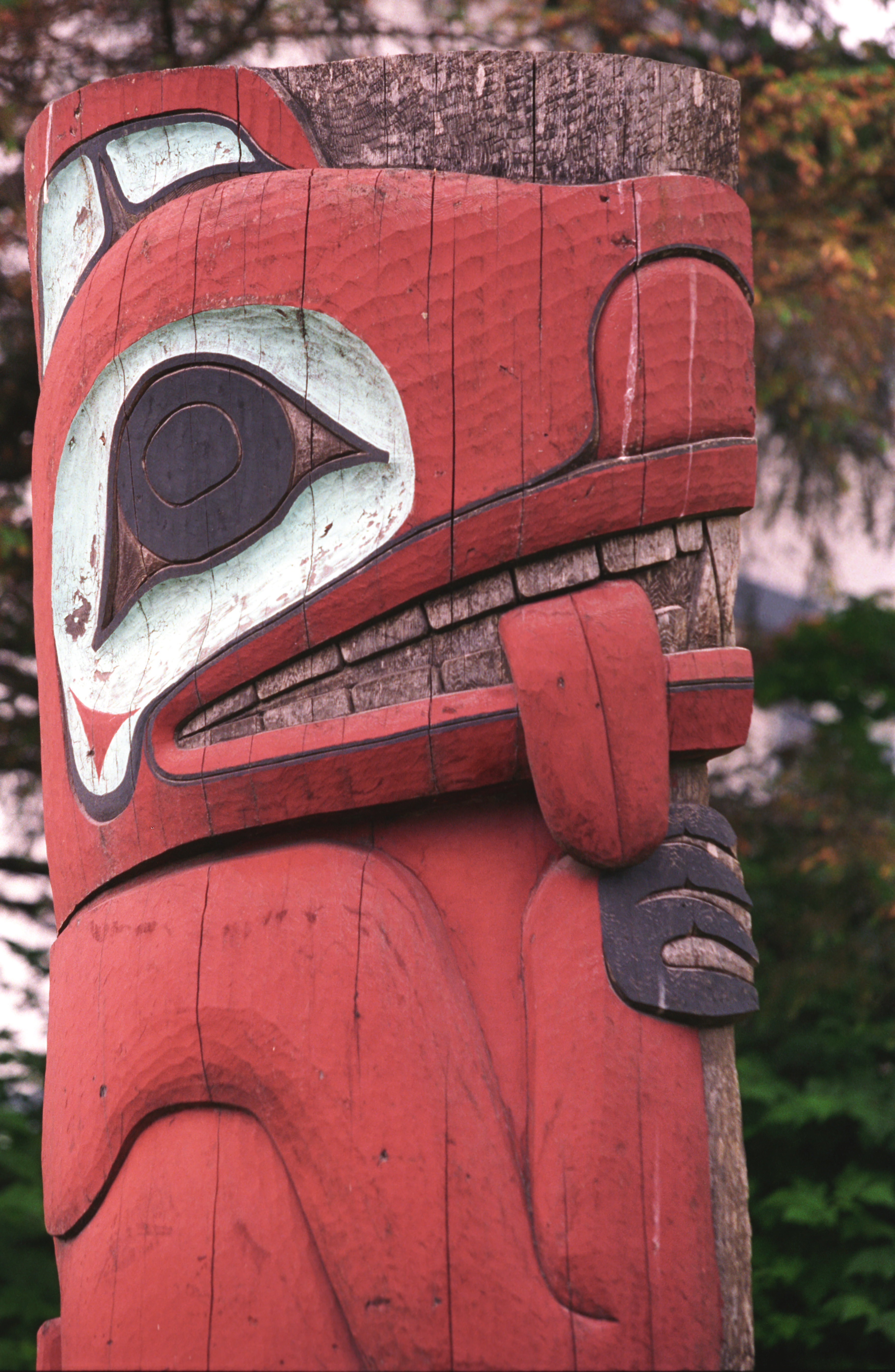
À Saxman Totem Park, Ketchikan, Alaska.
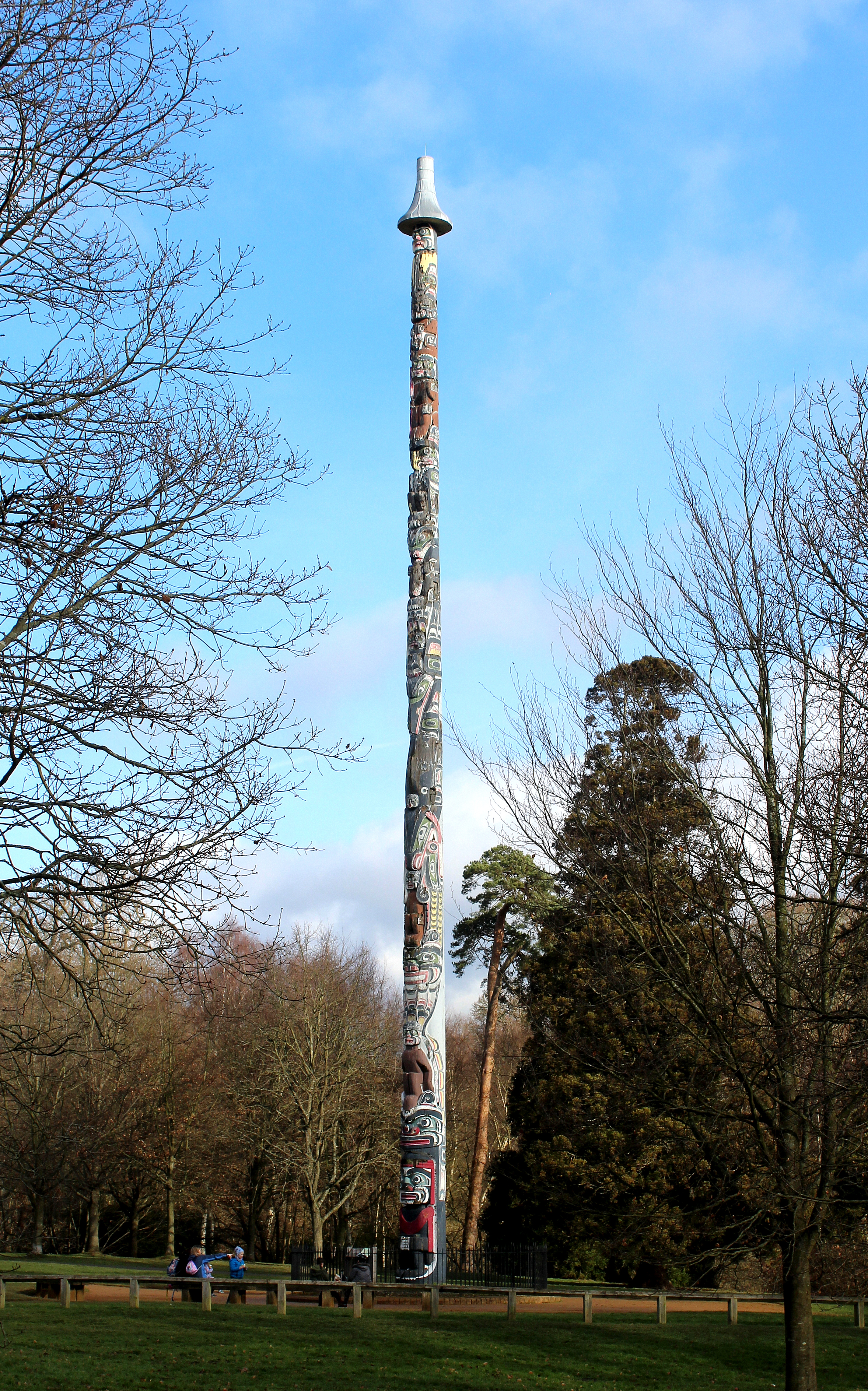
À Virginia Water Lake, Angleterre (Cadeau de la Colombie-Britannique).
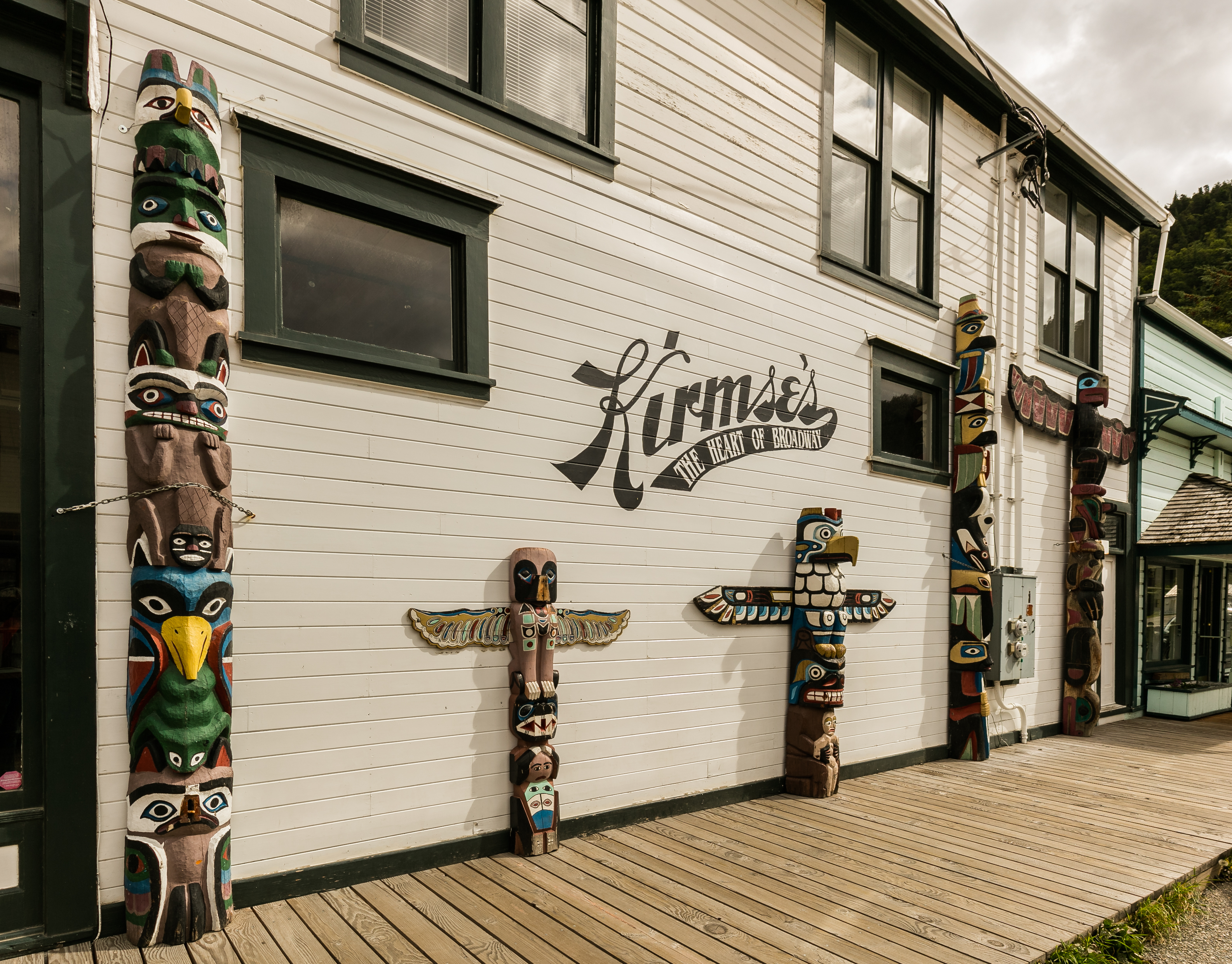
À Skagway, Alaska.
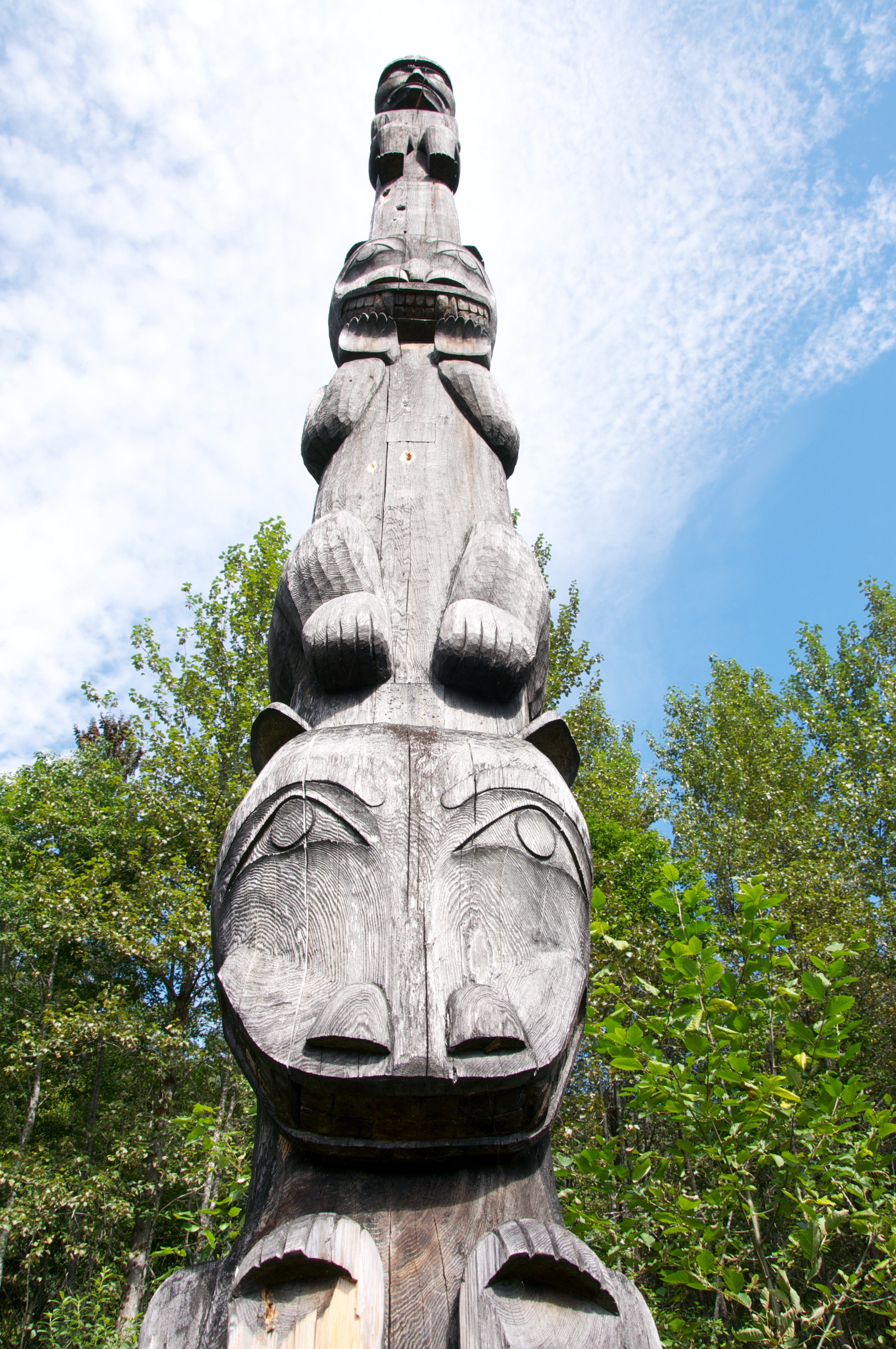
Mât totémique Gʼpsgolox, Haislas